# Famille de Spengler
La famille de Spengler est une famille subsistante de la noblesse germanique originaire de Bavière en Allemagne depuis le XIIe siècle.
Le premier Spengler connu fut Georges Spengler de Windsbach, échanson du prince-évêque Gottfried Ier de Spitzenberg-Helfenstein. Il fut anobli en 1183 par Frédéric Ier dit Barberousse, empereur du Saint-Empire romain germanique.
Il participa à la IIIe croisade en 1189 et 1190 sous la bannière de cet empereur à l’appel du pape Grégoire VIII.
Les membres de la famille de Spengler, qui occupèrent de nombreuses fonctions militaires, servirent pendant les cinq siècles suivants les empereurs successifs du Saint-Empire romain germanique, notamment Hieronimus Spengler, qui fut au XVIe siècle porte étendard de l’empereur Charles Quint.

## Histoire
Les origines de la famille de Spengler sont notamment connues grâce à l'ouvrage publié en 1896 sur celle-ci par Edward W. Spangler  intitulé « The annals of the families of Caspar, Henry, Baltzer and George Spengler, who settled in York county, respectively, in 1729, 1732, 1732, and 1751: with biographical and historical sketches, and memorabilia of contemporaneous local events » et à l'ouvrage de référence de Carl W. Schelgel publié en 1918 sur les familles américaines d'origine germanique qui consacre une section à la famille de Spengler. Au XIIe siècle, le plus ancien ancêtre connu de la famille, Georges Spengler de Windsbach, ou Georg Spengler von Winspach en allemand, originaire d’une bourgade située près de Nuremberg en Bavière, était titulaire de la charge d’échanson du prince évêque de Wurtzbourg d’alors, le prince-évêque Gottfried Ier de Spitzenberg-Helfenstein, appelé en latin Gottfridus I de Pisenberg. L’échanson était l’officier chargé de servir à boire au roi ou au prince, de tenir la cave et de pourvoir à l’achat des vins. Il épousa une noble allemande, N. von Schweickeser et eut un fils prénommé Jörg qui assura sa descendance.
L’empereur Frédéric Ier dit Barberousse l’anoblit par lettre patente de 1183. Cet acte d’anoblissement de 1183 fut confirmé par la suite dans les lettres patentes des empereurs qui succédèrent à l’empereur Frédéric Barberousse, notamment par l’empereur Charles Quint dans une lettre patente du 20 février 1540 dont subsiste une copie datée du 20 avril 1687 et par l’empereur Ferdinand Ier dans une lettre patente dont subsiste une copie certifiée conforme datée du 4 octobre 1569, toutes deux conservées par les Archives de la ville de Nuremberg.
De plus, l’empereur lui concéda en 1183 des armoiries dites parlantes évoquant sa charge d’échanson, à savoir un écu à la française surmonté d’un heaume contenant une aiguière ou pignate d’argent sur fond rouge, en langue héraldique : « de gueules à une pignate d’argent, posée sur un tertre de trois coupeaux d’or » avec au cimier « un buste d’évêque au naturel ».
Le prince-évêque Gottfried Ier de Spitzenberg-Helfenstein, dont Georges Spengler était l’échanson, était né en 1132 et mourut à Antioche en 1190. Selon ses contemporains, il était un proche confident de l’Empereur Frédéric Ier Barberousse. Il fut élu évêque de Ratisbonne en 1185, puis de Wurtzbourg en 1186 et prit une part active à la IIIe croisade, accompagné de Georges Spengler.
L’empereur Frédéric Barberousse convoqua la troupe des croisés au printemps 1189 à Ratisbonne en Allemagne. Par son éloquence, le prince-évêque Gottfried Ier participa activement à réunir une armée composée selon les historiens d’environ 13 000 hommes dont 4 000 chevaliers venus de tout le Saint Empire romain germanique. Le départ des troupes fut donné le 11 mai 1189. L’armée fut divisée en quatre corps et le prince évêque Gottfried Ier et Georges Spengler firent partie du 3e corps, alors que l’empereur Frédéric Ier Barberousse prit le commandement du 4e corps de troupes.
Jusqu’à l’entrée en territoire byzantin, l’avancée des croisés se déroula sans encombre. Mais ils rencontrèrent vite des résistances dues à l’empereur byzantin Isaac Ange II, qui s’était engagé auprès de Saladin à ne pas leur porter assistance. À l’issue de durs combats, les croisés prirent les villes de Philippoli et Andrinople et obligèrent l’empereur Isaac Ange II à céder. Ils poursuivirent leur route en Anatolie et lors de la bataille d’Iconium le 18 mai 1190 prirent cette ville, capitale du Sultanat de Roum, en infligeant une défaite à l’armée turque. Puis les croisés gagnèrent la Cilicie dans le royaume chrétien de petite Arménie. C’est là que, le 10 juin 1190, l’empereur Frédéric Ier Barberousse se noya dans le fleuve Saleph. Il fut inhumé dans l'église Saint-Pierre d’Antioche. Un nouveau malheur s’abattit alors, puisque les chevaliers et la troupe des croisés furent frappés par une épidémie de peste. Le prince-évêque Gottfried Ier mourut le 8 juillet 1190 à Antioche. Georges Spengler succomba aussi cette même année, comme de nombreux autres croisés. Ils furent inhumés, tout comme l’empereur, dans l'église Saint-Pierre d’Antioche.
À la veille de sa mort, le prince Gottfried Ier avait souhaité que sa main droite soit rapportée à Wurtzbourg. Selon ses souhaits, sa main, séparée de son corps, pris le chemin de l’Allemagne dans une riche cassette transportée par des messagers à cheval. Pendant le voyage, des brigands qui crurent que la cassette renfermait un trésor, leur tendirent une embuscade. La main du prince évêque Gottfried Ier ne fut jamais retrouvée. Une plaque de pierre évoque encore aujourd’hui sa mémoire dans la cathédrale de Wurtzbourg, près du 2e pilier nord.
Selon une légende germanique, l’empereur Frédéric Ier Barberousse n’est pas mort, mais dormirait au fond d’une caverne avec ses chevaliers dans la montagne de Kyffhäusser en Thuringe. Selon celle-ci, lorsque les corbeaux cesseront de voler autour de ces montagnes, alors l’empereur se réveillera pour rétablir le Saint-Empire dans toute sa splendeur et régner perpétuellement.
À la fin du XVe siècle, Hans Spengler (1476-1527) quitta la bourgade de Windsbach pour s’installer dans la ville impériale de Nuremberg où il mourut en 1527.
Au XVIe siècle, son fils Hieronimus Spengler, né en 1502, fut porte étendard de l’empereur Charles Quint, l’un de souverains les plus puissants d’Europe. Par une lettre patente du 20 février 1540, il reçut le titre nobiliaire de chevalier ainsi que de nouvelles armoiries brisées, qui sont toujours celles de la famille de Spengler : « Coupé : au 1 d'or à l'aigle de sable, languée de gueules, au 2 de gueules à une pignate d’argent, posée sur un tertre de trois coupeaux d’or, et accostée de quatre étoiles du même ». Surmontant l’écu, une couronne de chevalier sous la forme ancienne d’une bande vint s’ajouter au casque et au « buste d’évêque au naturel » coiffé de la mitre au cimier.
Selon la science héraldique, le blason des Spengler a plusieurs significations symboliques. L’empereur Frédéric Ier Barberousse a concédé à Georges Spengler des armoiries parlantes évoquant l'office dont il était titulaire d’échanson du prince-évêque de Wurtzbourg, d’où l’aiguière d’argent et le buste d’évêque au naturel au cimier.
Dans les nouvelles armoiries concédées par l’empereur Charles Quint, l’aigle symbolise l’empire, la majesté, la victoire, l’aigle étant l’animal qui s’élève le plus haut dans les cieux. En 1540, l’aigle apparaissait comme représentant un hommage à l’empereur Charles Quint et plus généralement aux empereurs du Saint-Empire romain germanique. Quant aux quatre étoiles à six rais, elles représentent l’astre céleste et symbolisent le rayonnement et l’éternité. Le chiffre 4 renvoie à la croix et aux quatre points cardinaux, à la stabilité et à la Terre, et au monde par les 4 points cardinaux. Quant aux métaux et aux émaux, l’or symbolise traditionnellement l’intelligence, le prestige, la vertu, la grandeur et le jugement. L’argent représente la pureté, l’humilité et la justice. Le gueules, la couleur rouge, représente l’amour, le désir de servir sa patrie, la charité, la victoire et l’ardeur. Enfin le sable, le noir, symbolise généralement la volonté farouche et la modestie.
Au XVIIe siècle, l’empereur Léopold Ier concéda un titre de baron à son descendant, Adam de Spengler, par lettre patente du  2 décembre 1686, en officialisant l’ajout d’une particule, en remerciement de ses bons et loyaux services en tant qu’officier pendant les guerres du Saint Empire romain germanique sous son règne et sous celui de son prédécesseur, l’empereur Rodolphe II.
Au XVIIe siècle, son fils, Johan de Spengler, qui avait épousé en 1647 Maria de Baÿ, une noble française, émigra en Hollande, fondant la branche hollandaise des Spengler, où il mourut en 1675. Parmi ses illustres descendants figurait le baron Johannes Theodorus van Spengler (1790-1856), général de l'armée hollandaise, ministre de la Guerre de 1849 à 1852 et ministre par intérim de la Marine en 1851.
À la fin du XVIIIe siècle, en réaction à l’occupation de la Hollande par les troupes françaises à compter de 1795 et à l’institution de la République batave, l'un des descendants de Johan de Spengler, le baron Gerret de Spengler, ingénieur major dans l’armée hollandaise, émigra à cette époque en Angleterre, alors que d'autres Spengler demeurèrent en Hollande. En 1806, il partit ensuite en Russie pour se mettre au service du tsar Alexandre Ier qui avait besoin d’ingénieurs, fondant la branche russe des Spengler. Au XXe siècle, à la suite de la révolution russe de 1917, certains de ses descendants, fuyant le nouveau régime, s’établirent en France et en Suisse.

## Armes

Armes de la famille de Spengler

### Anciennes armes des Spengler
Les anciennes armes des Spengler ont été concédées à Georges Spengler, échanson du prince-évêque de Wurtzbourg, mort à la IIIe Croisade en 1190, par une lettre patente de l’empereur Frédéric Ier Barberousse de 1183 :
« De gueules à une pignate  d’argent, posée sur un tertre de trois coupeaux d’or. »

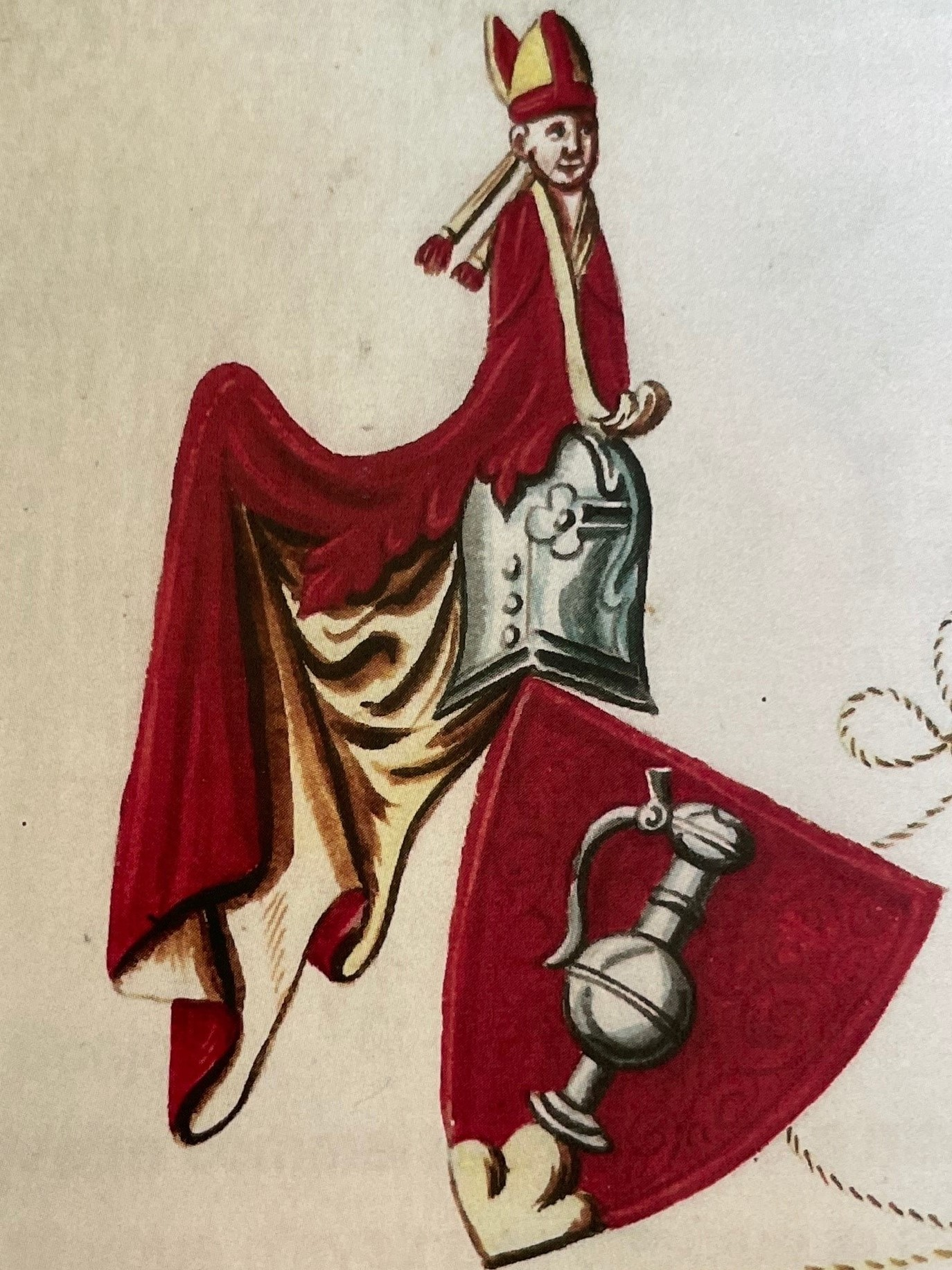
Anciennes armes de la famille de Spengler

Au cimier figure un buste d'évêque au naturel.

### Nouvelles armes des Spengler
À partir du chevalier Hieronimus Spengler, né en 1502 et d’une lettre patente de l’empereur Charles Quint du 20 février 1540, les Spengler portent :

Nouvelles armes de la famille de Spengler

« Coupé : au 1 d'or à l'aigle de sable, languée de gueules, au 2 de gueules à une pignate d’argent, posée sur un tertre de trois coupeaux d’or, et accostée de quatre étoiles du même ». Au cimier figure toujours un buste d'évêque au naturel.

## Personnalités
Le chevalier Hieronimus Spengler, né en 1502, était le fils aîné de Hans Spengler et de Barbara Oblin von Königsberg. Il épousa Barbara Kostgain. Il avait choisi la carrière des armes et fut au XVIe siècle le porte-étendard de Charles Quint, empereur du Saint Empire romain germanique. Hieronimus Spengler participa aux côtés de l’empereur Charles Quint à de nombreuses batailles. Une grande partie du règne de celui-ci fut occupée dès 1521 par son combat contre le roi de France François Ier pour la conquête du duché de Milan et de l’Italie. Charles Quint combattit aussi pendant de nombreuses années l’Empire ottoman et son sultan, Soliman le Magnifique, qui menaçait les possessions des Habsbourg le long de la Méditerranée et la paix dans la région. Il mena aussi des expéditions en Afrique, où il remporta une importante bataille à Tunis en 1535. Par une lettre patente du 20 février 1540 et en remerciement de ses fidèles et loyaux services pendant de nombreuses années sur les champs de bataille, lors des campagnes militaires et des guerres du Saint Empire romain germanique et dans les cours et en louant « ses qualités chevaleresques », l’empereur Charles Quint concéda à Hieronimus Spengler le titre de chevalier ou « Ritter » en allemand, de même qu’à ses frères Hans, Sebold et Laurenz. Dans cette lettre patente, Charles Quint souligna le fait que Hieronimus Spengler était loyal et « particulièrement infatigable » sur les champs de bataille et se tenait toujours « aux côtés de la personne de l’empereur » lors des batailles menées en Allemagne, en France, dans le duché de Bourgogne, en Espagne et en Hongrie. L'empereur Charles Quint leur concéda de nouvelles armoiries brisées comportant une aigle noire sur fond d’or contenant une aiguière ou pignate d’argent entourée de quatre étoiles d’or à six rais sur fond rouge, en langue héraldique : « Coupé : au 1 d'or à l'aigle de sable, languée de gueules, au 2 de gueules à une pignate d’argent, posée sur un tertre de trois coupeaux d’or, et accostée de quatre étoiles du même ». Surmontant l’écu, une couronne de chevalier sous forme d’une bande vint s’ajouter au casque et au cimier au « buste d’évêque au naturel » coiffé de la mitre.
Le baron Adam de Spengler, qui vécut au XVIIe siècle, était le fils de Hieronimus Spengler, lui-même fils du porte-étendard de Charles Quint. Il épousa Margaretha Burger, une noble autrichienne. L’empereur Léopold Ier (1640-1705) lui concéda un titre de baron par lettre patente datée du 2 décembre 1686 en remerciement de ses bons et loyaux services pendant les guerres du Saint Empire romain germanique, notamment en tant qu’officier au service de l’empereur Rodolphe II qui régna de 1576 à 1612, puis sous son propre règne à partir de 1658. Ses frères Jacob et Nicolas reçurent aussi la même distinction. Cette lettre patente du 2 décembre 1686 officialisait aussi l’ajout au nom de famille d’une particule, le nom patronymique d’Adam et de ses descendants devenant « von Spengler », « van Spengler » ou « de Spengler » selon leur pays de résidence, bien que nombre de descendants continuèrent à user du nom Spengler sans particule, notamment en Russie où les nobles n’employaient pas celle-ci traditionnellement. L’empereur Léopold Ier indiqua que, dans le cadre de la première guerre du Nord, Adam de Spengler participa activement en 1659 « au siège et à la conquête de la ville de Stettin » située en Poméranie occidentale, région côtière au sud de la mer Baltique faisant alors partie du royaume de Prusse. Le traité d’Oliva ou paix d’Oliva du 3 mai 1660, conclu entre la Suède, la Pologne, le Brandebourg et le Saint Empire romain germanique, mit fin à la première guerre du Nord.
Le baron Albert de Spengler (1740-1793), aussi appelé Albertus Spengler en Hollande, né le 27 août 1740 et mort le 18 septembre 1793, était le fils du général major d’infanterie Johan Carl van Spengler (1717-1789) qui fut nommé commandant militaire de la ville de Gand. Il servit au XVIIIe siècle en tant qu’officier dans la marine de guerre hollandaise, appelée alors l'Amirauté, obtenant le rang de capitaine en 1777. Il fut ensuite promu colonel et commandant de la frégate hollandaise L'Alarme  de 1784 à 1785. Ce navire fut construit dans l'arsenal de l'Amirauté à Amsterdam en 1773. Il mesurait 35 m de long, était doté de 24 canons et comptait 158 hommes d'équipage. Puis, de 1791 à 1793, il fut nommé commandant de la frégate hollandaise, Le Dauphin. Ce navire fut également construit dans l'arsenal de l'Amirauté à Amsterdam en 1780-1781. Il mesurait environ 35 m de long, était doté de 24 canons et comptait 162 hommes d'équipage. Il mourut le 18 septembre 1793 à Curaçao dans les petites Antilles néerlandaises, un repaire de pirates, alors qu'il commandait la frégate Le Dauphin.
Le baron Gerret de Spengler (1752-1812), né le 8 mars 1752 et mort le 8 octobre 1812, était aussi l’un des fils du général major Johan Carl van Spengler. Il épousa en 1778 une noble hollandaise, Maria Sophia van Orpel. Ingénieur major dans l’armée hollandaise, il subit l’occupation de la Hollande par l’armée française commandée par le général Pichegru. L’armée française pris possession d’Amsterdam le 19 janvier 1795. Du fait de ce nouveau contexte politique, Gerret de Spengler émigra en Angleterre où il fut nommé lieutenant-colonel ingénieur de la Couronne d’Angleterre dans le corps des ingénieurs royaux, les « Royal Engineers », sous le règne du roi Georges III. En 1806, il émigra en Russie avec sa famille pour se mettre au service du tsar Alexandre Ier. La Russie avait en effet des besoins importants en infrastructures routières et ferroviaires et devait assurer la navigation sur ses fleuves. Le 26 décembre 1807, il fut promu au grade d’ingénieur colonel et en 1808 fut décoré de l’ordre de Sainte Anne de 2e classe. En 1810, il quitta l’armée impériale pour intégrer le corps civil des ingénieurs des voies de communications terrestres et fluviales et fut nommé directeur du Ier arrondissement du système fluvial de la Bérézina, un affluent du Dniepr. Il s’installa à Lepel dans la province de Vitebsk. En 1812, l’empereur Napoléon lança la Campagne de Russie. Les troupes françaises passèrent le fleuve Niemen le 24 juin 1812. Lors de leur avancée rapide sur la province de Vitebsk en direction de Smolensk, Gerret de Spengler fut fait prisonnier par les troupes françaises. Il mourut le 8 octobre 1812 avec les honneurs de la guerre rendus à un ancien officier supérieur russe, une salve d’honneur ayant été tirée par quarante hussards de la Grande Armée de Napoléon. Sa veuve, Maria Sophia de Spengler, retourna en Hollande auprès de sa fille et mourut à Breda en 1828.
Le baron Alexandre de Spengler (1855-1941) ou Alexandre Edouardovitch Spengler selon la tradition russe, né le 22 juin 1855 et mort le 30 décembre 1941, était le fils du baron Edouard de Spengler. Il épousa en 1886 Cléopâtre Kravtsof qui appartenait à une noble famille de propriétaires terriens. Il fut médecin chef du Commandement militaire de Saint Pétersbourg appelé « Komendantskaïa » en russe, avec le statut de conseiller d’état, ce qui lui valut de porter des épaulettes de général. Il fut décoré de la Croix de l’ordre de Saint-André, ordre impérial prestigieux créé en 1698 par le tsar Pierre Ier. Il développa également une activité privée réputée en tant que médecin oto-rhino-laryngologiste (O.R.L.). Il occupa de nombreuses fonctions telles que consultant de la Communauté des infirmières de Saint-Georges et de la Communauté des infirmières de la Trinité, consultant de l’Institut supérieur pour les femmes de la princesse Thérèse d’Oldenburg, médecin consultant du corps des Cadets Alexandrovski et secrétaire de l’association petersbourgeoise des médecins O.R.L. Il fut aussi enseignant à l’école des Infirmiers Militaires et collaborateur de l’Institut de Médecine Expérimentale où il participa à des recherches médicales sous la direction du célèbre Professeur Ivan Pavlov, qui mit en évidence des réflexes conditionnés chez les animaux qui portent encore son nom. Il mourut pendant le siège de la ville de Leningrad par les troupes allemandes le 30 décembre 1941.

## Pour approfondir